# Grupo de Reconocimiento Aeroespacial
El Grupo de Reconocimiento Aeroespacial es una unidad militar de la Fuerza Aérea Argentina.

## Historia

### Relevamientos aerofotográficos
La década de 1980 tuvo a la unidad con un sinfín de actividades de fotografía aérea, detallándolas según el siguiente listado:
- Relevamiento de 115 000 km². a escala 1: 20 000 en la provincia de Buenos Aires (1980).
- Relevamiento de 50 000 km². a escala 1: 50 000 en la provincia de Formosa (1984).
- Relevamiento de 58 000 km². a escala 1: 40 000 en la costa del río Paraná (1983).
- Relevamiento de 11 000 km². a escala 1: 20 000 en la provincia de Tierra del Fuego, Antártida e Islas del Atlántico Sur (1987).
- Relevamiento de 870 000 km². a escala 1: 100 000 y 1: 80 000 en zonas cordilleranas de Argentina (1986).
- Relevamiento de 135 000 km². a escala 1: 60 000 en el proyecto Paraguay (1989).
- Relevamiento de 33 000 km². a escala 1: 60 .000 en la ciudad de Río Cuarto y alrededores (1989)[1]

### Guerra de las Malvinas
La nómina de la Tripulación : Comandante de Aeronave y Jefe de Escuadrón Fénix : Comodoro Rodolfo Manuel de la Colina, Aviador Militar y copiloto Vicecomodoro Juan José Falconier, Oficial de Reconocimiento Aerofotográfico Mayor Marcelo Pedro Lotufo, Suboficial de Operaciones de Comunicaciones Suboficial Principal Francisco Luna, Mecánico de Aeronave, Suboficial Ayudante Guido Antonino Marizza.

### Posguerra
En los años 1990 se efectuaron relevamientos en Bariloche, Chubut, La Matanza, Tres de Febrero, La Plata, Alto Paraná, Resistencia, Gran Buenos Aires, Jujuy, Rosario, Victoria, Formosa, Esquel, Santa Fe y Tucumán.
En el año 2003 efectuaron un gran relevamiento en Santa Fe y alrededores, como consecuencia de las inundaciones.
La baja definitiva de los aviones fotográficos Guaraní se dio en el año 2007, quedando entonces disponibles los aviones Learjet 35A de aerofotografía y los de verificación de radioayudas.
Las inundaciones en varias localidades de Entre Ríos por el desborde del Río Uruguay, especialmente Concordia, obligaron a efectuar un relevamiento con equipos y personal del Grupo, operando desde un Cessna 182 de la Escuadrilla de Servicios del Grupo Aéreo 2.

### Década de 2010
Se llevó a cabo un importante relevamiento aerofotográfico de la Base Marambio y alrededores durante la Campaña Antártica de Verano 2009-2010, cabe destacar que se efectuó con personal del Grupo utilizando una cámara RMK TOP 15 desde un DHC-6 Twin Otter del Grupo Aéreo 9. Asimismo, la unidad continúa con el control de radioayudas en todo el país. Mientras tanto, la participación en ejercicios conjuntos es constante, realizando despliegues en diversos puntos geográficos.
En noviembre de 2011 adquiere su actual denominación, constando de un escuadrón operativo, uno de procesamiento de imágenes, uno de generación de datos y uno de mantenimiento.
El 10 de noviembre de 2011 se constituyó en el Grupo de Reconocimiento Aeroespacial.

### Década de 2020
Debido a la bajante histórica del río Paraná, en conjunto con el Instituto Geográfico Nacional, se realiza el relevamiento de toda la cuenca en el año 2021.